# Tlacotepec, Huitzilac
Tlacotepec är en ort i Mexiko.   Den ligger i kommunen Huitzilac och delstaten Morelos, i den sydöstra delen av landet, 50 km söder om huvudstaden Mexico City. Tlacotepec ligger 2 660 meter över havet och antalet invånare är 117.
Terrängen runt Tlacotepec är bergig. Runt Tlacotepec är det tätbefolkat, med 881 invånare per kvadratkilometer. Närmaste större samhälle är Cuernavaca, 13,2 km söder om Tlacotepec. I omgivningarna runt Tlacotepec växer i huvudsak blandskog.